# Джулюс

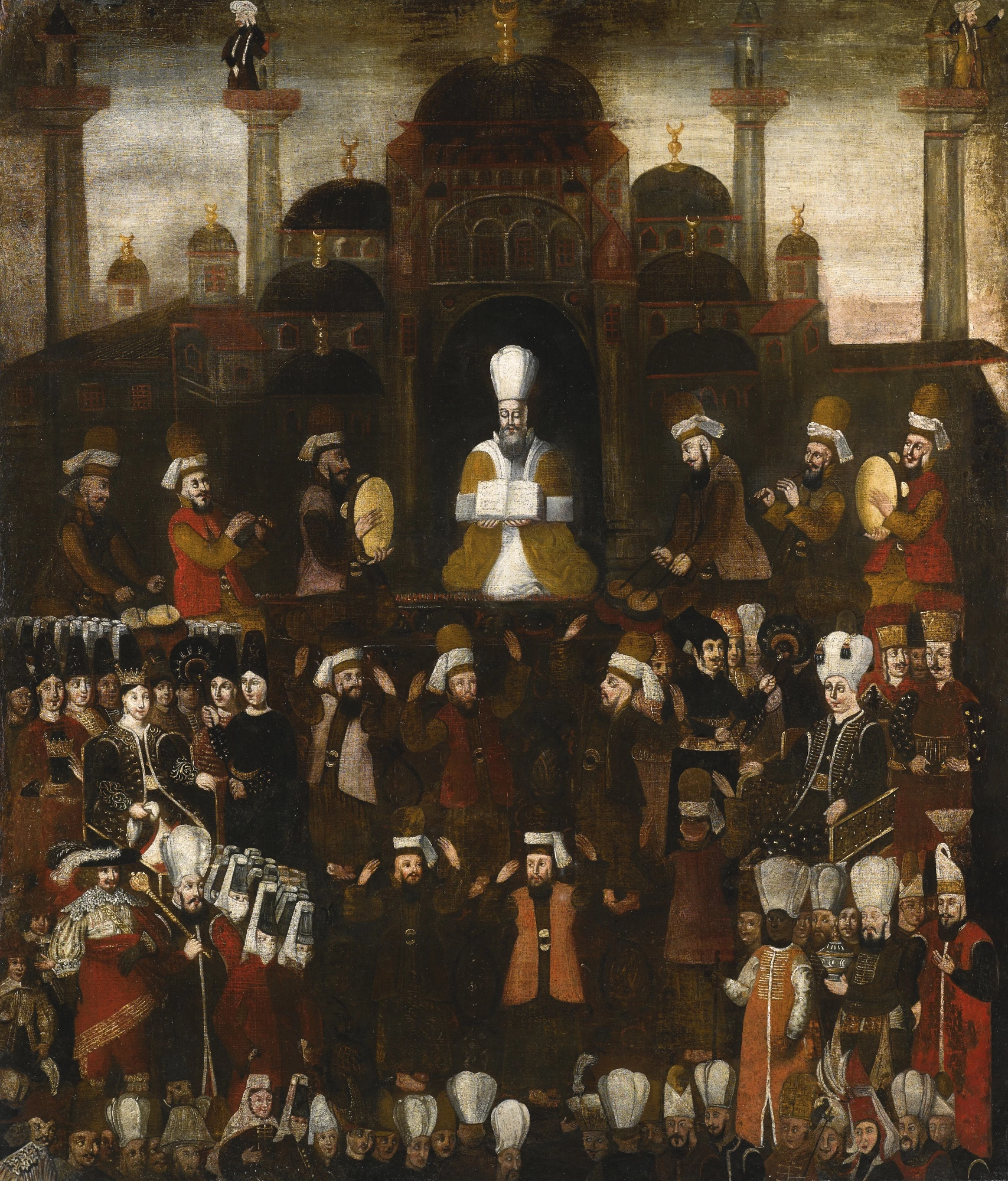
Джулюс султана Османа ІІ

Джулюс (тур. Cülûs; араб. جلوس - «посідання», «возсідання») — урочиста церемонія інтронізації (сходження на престол) нового султана в Оттоманській імперії. Перший з низки церемоніальних обрядів у процесі сходження до влади нового монарха. Наступними церемоніями були хутба та оперезування мечем Османа. 
Джулюс відбувався перед Бабюссааде - "Брамою щастя" палацу Топкапи. Церемонія проводилась якомога швидше після смерті попереднього султана. В ній брали участь представники трьох груп: духовенство, воїни та чиновники. Похорон попереднього султана мав очолити новий султан після церемонії джулюс. Традиція має турецьке та арабське коріння. В Османській імперії бере початок з часів султана Баязида I, що організував її після смерті султана Мурада I на Косовському полі.

## Історія
Ворота щастя - це ворота від 2-го двору до 3-го двору, який з’явився перед нами після Діван-і Хумаюн і знаходиться в кінці Дівана-Авлу.

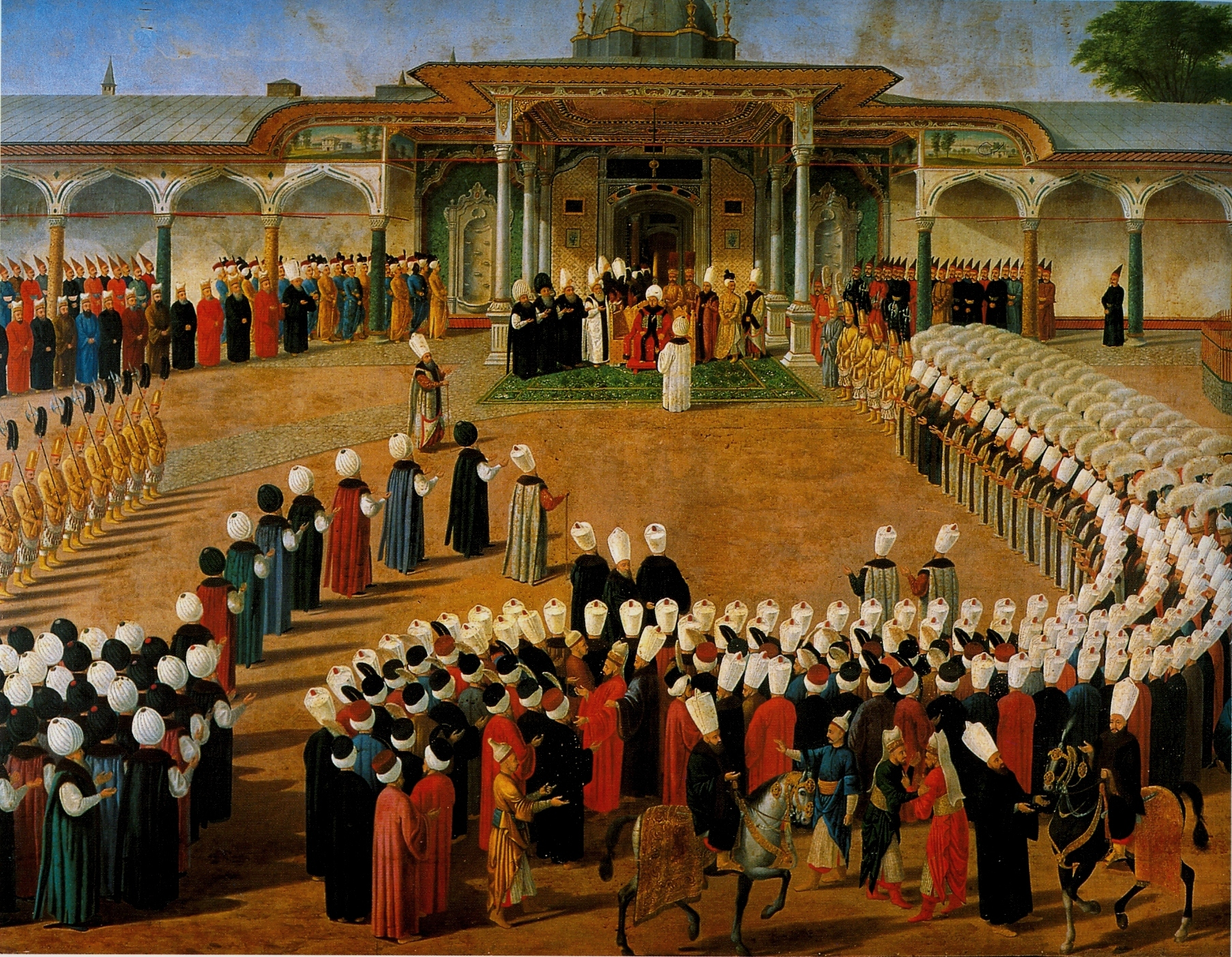
Джулюс султана Селіма ІІІ (1789)

До початку XIX століття спадкоємець престолу в Оттоманській імперії не визначався під час правління його попередника. Всі нащадки султана по чоловічій лінії, мали право на престол. Султан керував Османською імперією за підтримки трьох могутніх груп: державних чиновників, улемів (релігійних вчених) і військових. Коли вмирав султан, той претендент, якого ці групи вважали найбільш гідною кандидатурою, міг зійти на трон. За традицією до початку XVII століття (до султана Мехмеда III) всі сини султана відправлялись в провінції для отримання досвіду управління, а після смерті батька султаном ставав той, хто прибував до Стамбула першим. 
Церемонія посідання трону (джулюс) новим султаном проводилася якомога швидше: якщо попередній султан помер, то церемонія проводилася ще до похорону; якщо ж попередного султана було скинуто, то церемонія проводилася протягом декількох годин після його повалення. Це робилось для того щоб підтвердити легітимність та право на владу нового султана. Джулюс була найважливішою і пишною церемонією, яка проводилася перед Бабюссааде - брамою палацу султана. 
Після церемонії інтронізації новий султан міг віддавати наказ про задушення братів. Згідно закону Фатіха, що міститься в кодексі Мехмеда II: «Той з синів султана, який зійде на трон, може вбити своїх братів заради цілісності імперії». Вважалось, що ця традиція підтримувала стабільність та єдність великої Оттоманської імперії.
Джулюс має коріння в старій тюркської традиції, і, в тому чи іншому вигляді існував ще при Османі I. Сенс церемонії в принесенні омажу (присяги на вірність) представниками основних станів держави новому султану. В історичних джерелах збереглися згадки про аналогічний зведення на трон правителів Ільханів. Учасники церемонії підходили до нового султана, цілували йому руку, поділ одягу та робили уклін. 
Трон султана і сама церемонія мали особливе значення в житті імперії, оскільки без її проведення будь-який син султана міг оголосити себе його спадкоємцем. До остаточного оформлення традиції при Баязиді II був період, коли після поразки Баязида I від Тимура в битві при Анкарі 1402 року, багато принців оголосили себе султанами, що призвело до періоду міжкоролів'я (1402-1413).

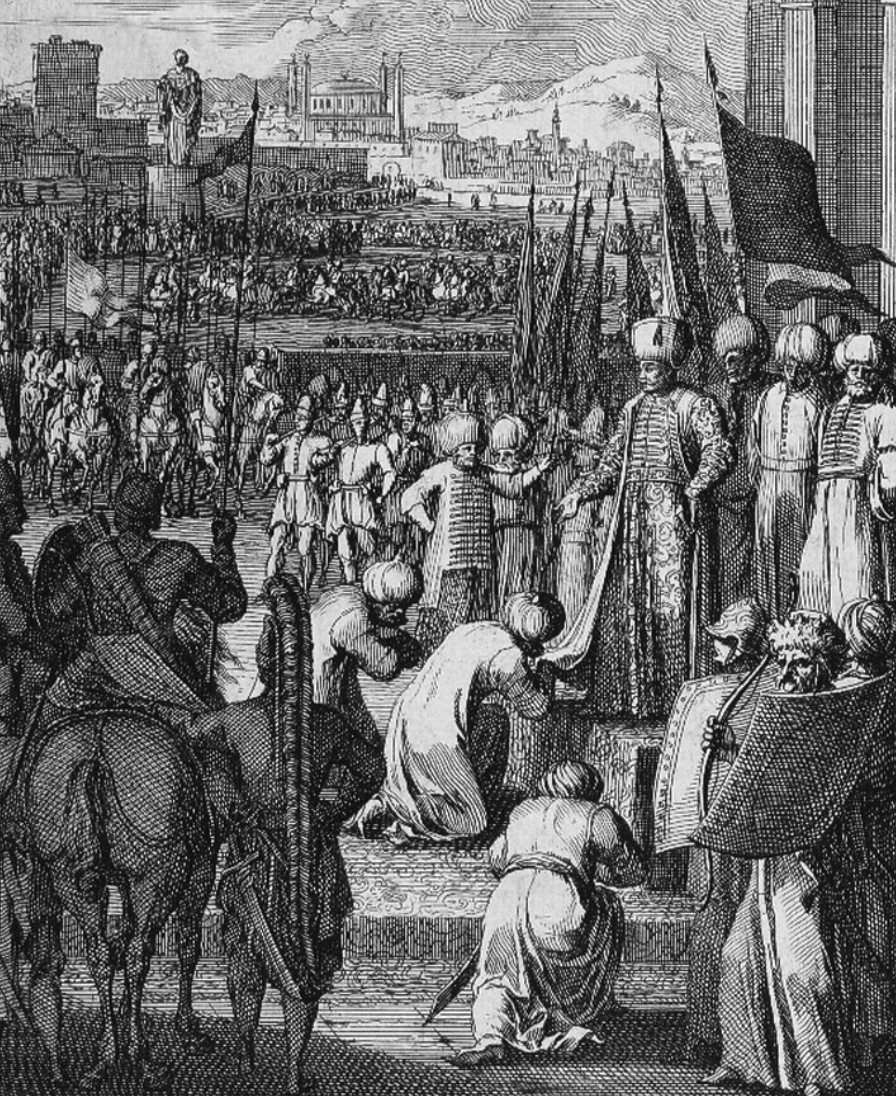
Церемонія джулюс, європейська гравюра 1670 р.

Трон супроводжував султана при його мандрівках або військових походах. Це робилось для того, щоб за відсутності монарха в столиці, без нього не була проведена нова церемонія. 
Церемонія джулюс, проведена в Стамбулі для Селіма II потребувала підтвердження, оскільки Сулейман I помер в Угорщині і трон був відсутній в Стамбулі. Селім виїхав назустріч армії і йому довелося проходити джулюс повторно в Белграді. Однак, крім особливих випадків, церемонія інтронізації зазвичай відбувалась в палаці Топкапи в Стамбулі.

## Церемонія
Султани Османської імперії використовували палац Топкапи як свою королівську резиденцію протягом 400 років, з моменту його спорудження бл. 1475 р. Другий двір палацу "Алай Мейдан" використовувався для офіційних церемоній. 
Трон виносився і встановлювався перед третьою брамою палацу "Брамою Щастя", оскільки цей двір підходив для багатолюдних зборів. На другому подвір’ї перебували військові, улами та державні діячі.  У церемонії брали участь всі поважні при дворі особи. Коли всі збиралися, новому султану повідомляли, що все готово для проведення церемонії. Після цього виходив султан і сідав на трон перед брамою. 
Султан входив з Бабюс-Сааде у супроводі Кизляр-ага з правого боку і капи-ага з лівого. Перш ніж сісти на трон, султан вітав присутніх; сановники промовляли вітання: «Нехай ви і ваша держава проживете тисячу років». 
На початку церемонії Шейх уль-іслам підходив до трону, але не цілував поли султана через традицію, а молився про продовження султанату. Коли Накіб Оль-Ешраф входив у двір, він ставав перед султаном і здійснював молитву, потім новий султан піднімався, Накіб Оль-Ешраф цілував йому руку, а палацові охоронці аплодували. Після цього султан повертався на трон, а Накіб Оль-Ешраф - на своє місце у скарбниці.  
Далі головний візир та інші візири, потім воєначальники, скарбники, яничари, хранителі та духовні особи цілували поли султана і клялись про свою вірність. Високопоставлені улеми, візири та інші урочисто одягнені гості ланцюжком підходили до трону. Державні діячі підходили відповідно до їх старшинства і цілували полу султана, повідомляючи про свою вірність йому. Інші чекали в залі ради, щоб з'являтися звідти по черзі. 
В часи Махмуда ІІ державні діячі вже не цілують поли султана, вони цілували ризи, поставлені поруч з ним. На церемонії Абдул-Гамід II вже ніхто не цілував поли султана, людина зблизька чи віддаля цілувала чотири пальці і спочатку торкалася серця, а потім чола і вітала султана. Під час церемонії валіде-султан або хасекі-султани спостерігали за джулюсом з вежі правосуддя. Весь період церемонії султан мав перебувати на троні. 
Один за іншим відповідні особи складали присягу на вірність. Під час церемонії, щоб не допустити плутанини, члени ради повідомляли султану, коли що робити, вимовляючи: «Мій султан, ви можете (зробити ...)».
Якщо церемонія інтронізації проходила за межами Стамбула, трон встановлювався перед головним шатром султана. Так пройшли церемонії джулюса Баязида I на Косовому полі та Селіма II у Белграді. Церемонії сходження на престол Мехмеда II (1451—1481), Ахмеда II (1691—1695), Мустафи II (1695—1703) та Ахмеда III (1703—1730) проходили в палаці в Едірне.  
Султан Селім I, який скинув свого батька Баязида II, провів церемонію в той час, коли Баязид ще перебував у Топкапах, тому джулюс він організував перед своїм шатром. 

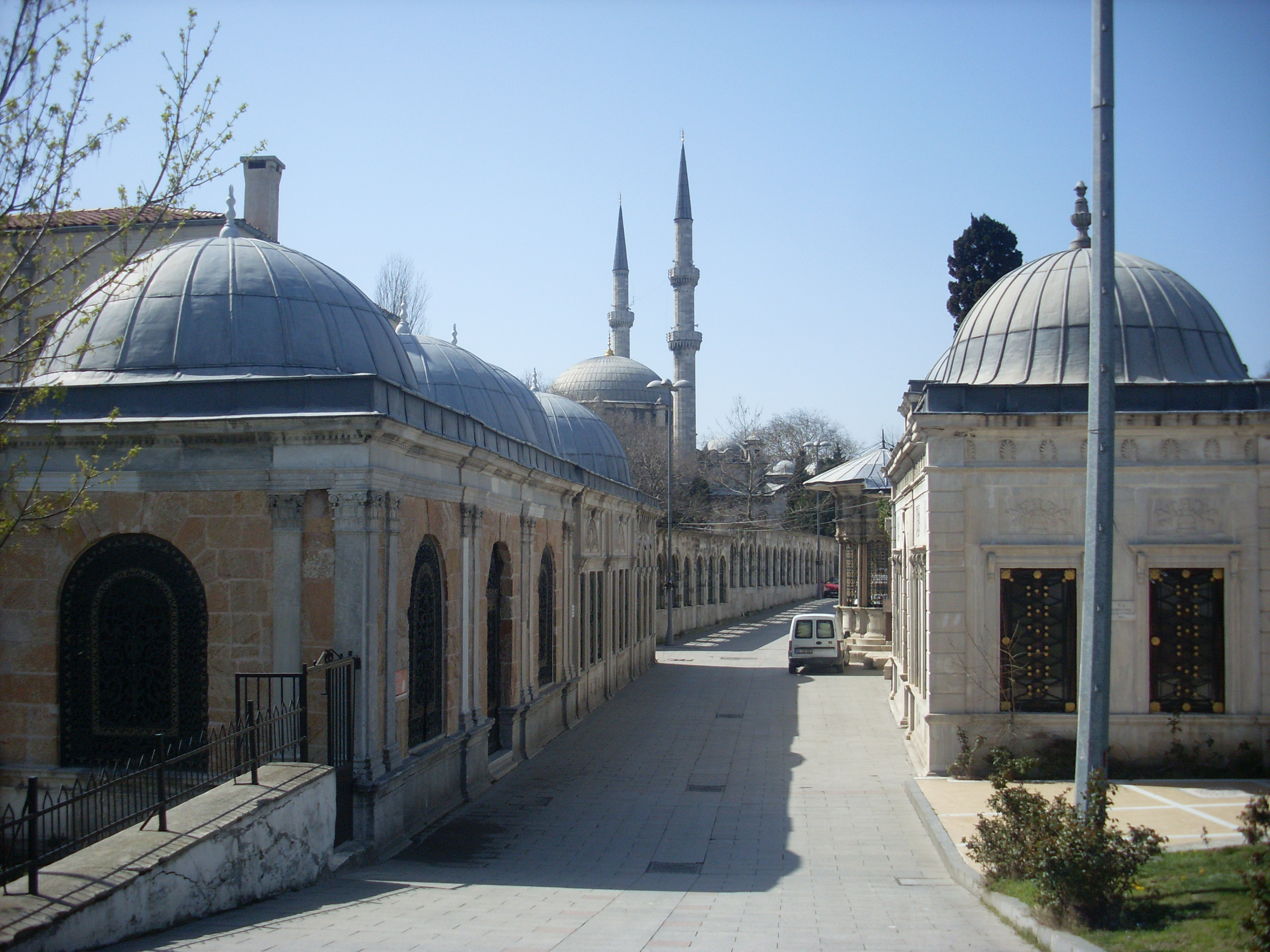
Джулюс Йолу, 2013 р.

Як тільки церемонія інтронізації закінчувалась, відправлялись глашатаї, що повідомляли мешканцям про сходження нового султана на трон. У цей час пушки на Імператорському літейному заводі і кораблях давали залпи. Після джулюсу, який зазвичай проводився через дві з половиною або три години після сходу сонця, відбувався похорон попереднього султана (якщо він помер), що здійснювався після полуденної молитви. 
Після церемонії всі провінції повідомлялися про те, що новий султан зійшов на престол, і в першій п’ятничній молитві в усіх мечетях країни читалась проповідь зі згадуванням імені султана.  
У першу п'ятницю після джулюсу султан відвідував одну зі своїх імператорських мечетей, щоб помолитись. Відразу після цього виголошувалась проповідь і в усіх мечетях проголошувалось ім'я нового султана. Цей звичай, що має назву хутба, та церемонія підперезування мечем Османа (з часів Мурада II) були наступними важливими складовими процесу легітимізації влади нового монарха.  
Таким чином претенденту на престол, щоб офіційно стати султаном, треба було здійснити всі ці три церемонії. 
Іншою важливою складовою церемонії інтронізації був "джулюс бахшиш" (тур. Cülûs bəxşiş - вступний подарунок). Це винагорода для вояків, які складали присягу. Вона могла бути двох видів: одноразова виплата коштів або підвищення в званні. Кожен султан, що сходить на престол мав дотримуватись цієї традиції. Були випадки, коли султани не виплачували винагороду й яничари здіймали бунт, вимагаючи грошей з нагоди джулюсу. Також бунти відбувались, коли султани часто змінювалися, а державна скарбниця була порожньою. Крім винагороди та заохочень, що надавались військовим, також було прийнято давати подарунки державним сановникам й духівництву.
Відома також Джулюс Йолу (Cülus Yolu) - історична дорога до мечеті Ейюпа, де султана підперезували мечем та він урочисто виїжджав на коні, коли сходив на престол. Тут відбувались султанські церемонії коронації, в османських традиціях, від часів правління Мехмед II Завойовника до Мехмеда VI. Вона також знана як Бостан Іскелесі Сокак (Bostan İskelesi Sokak).

## Галерея

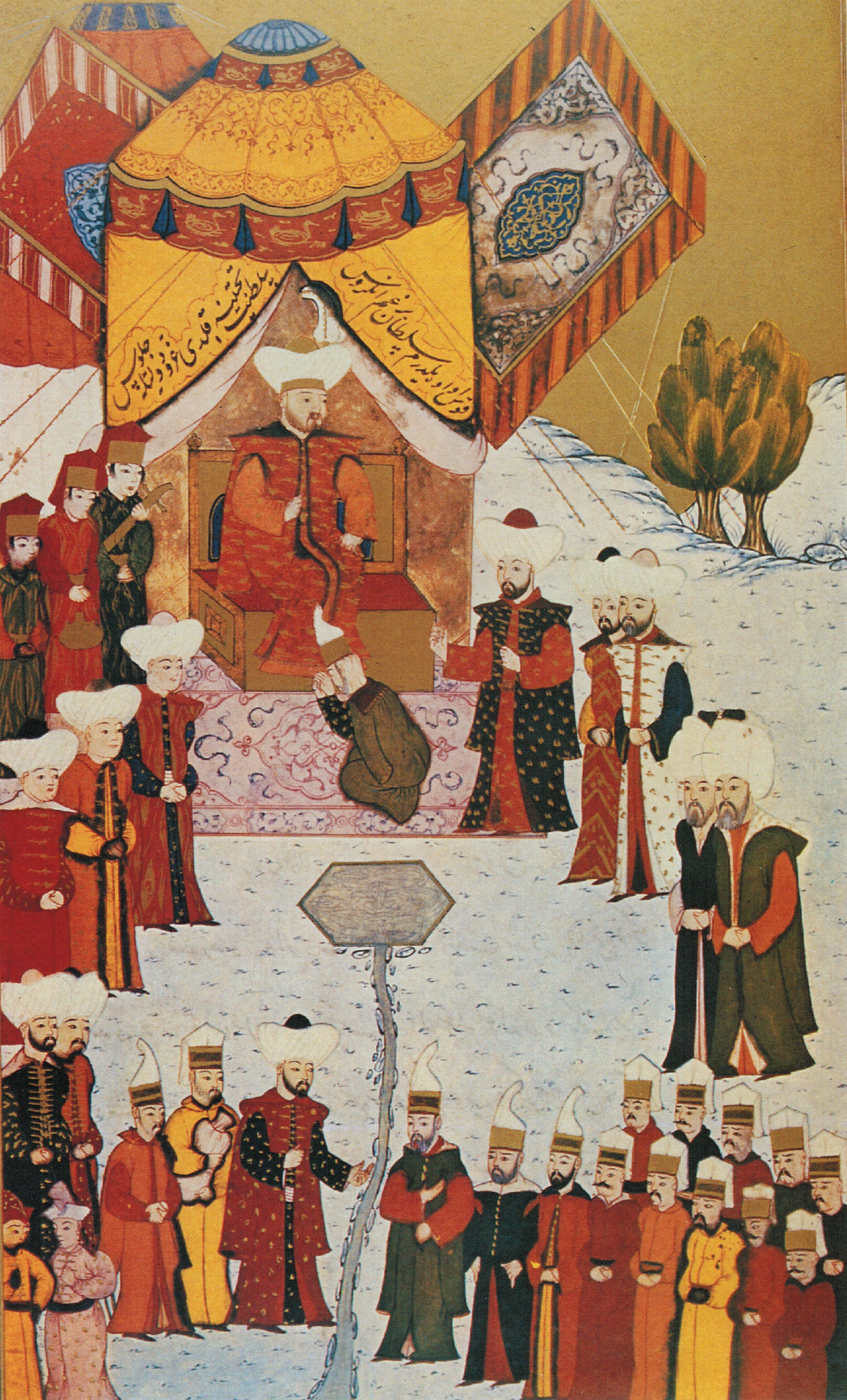
Церемонія джулюса Баязида I (1389)
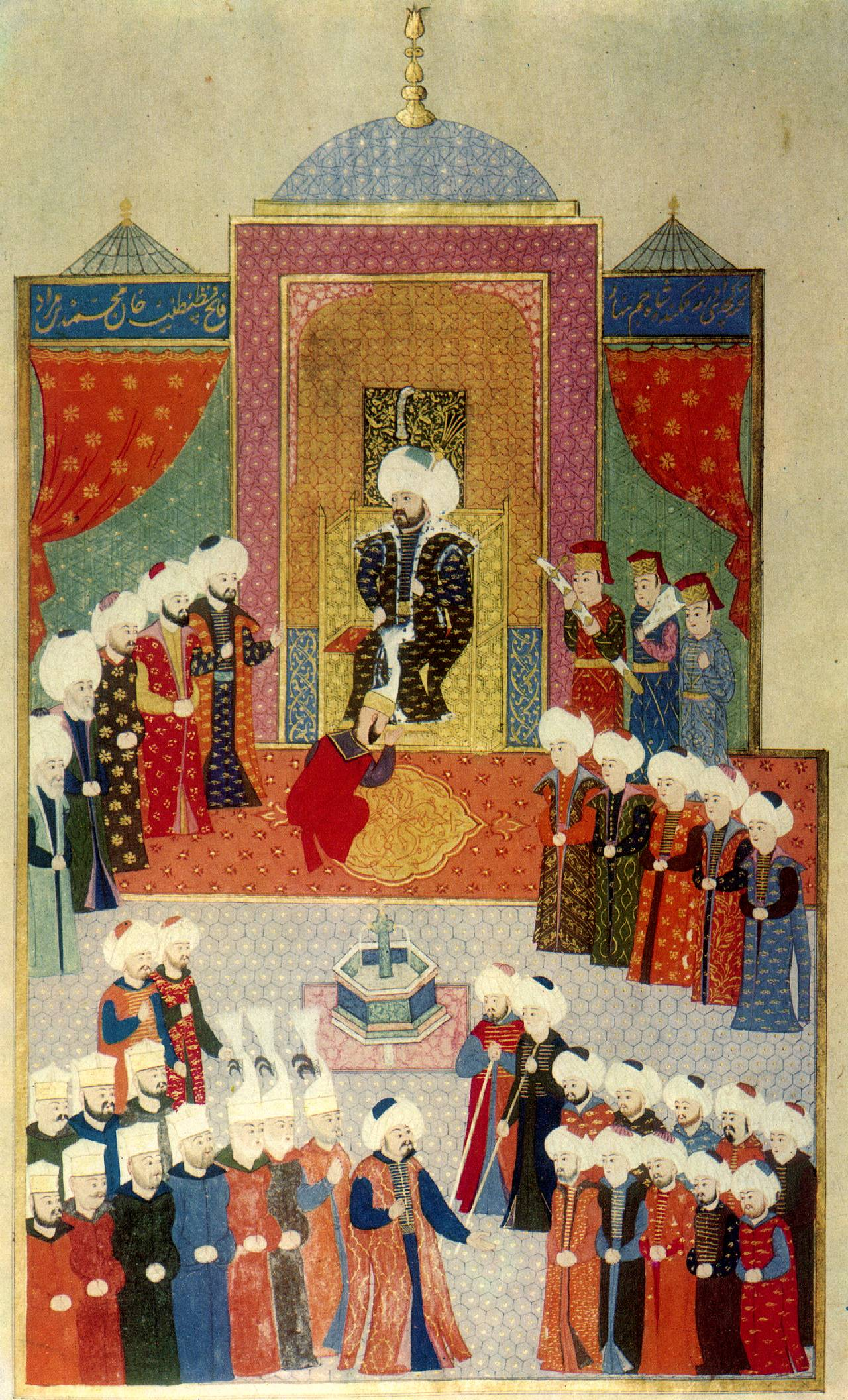
Церемонія джулюса Мехмеда II (1451)
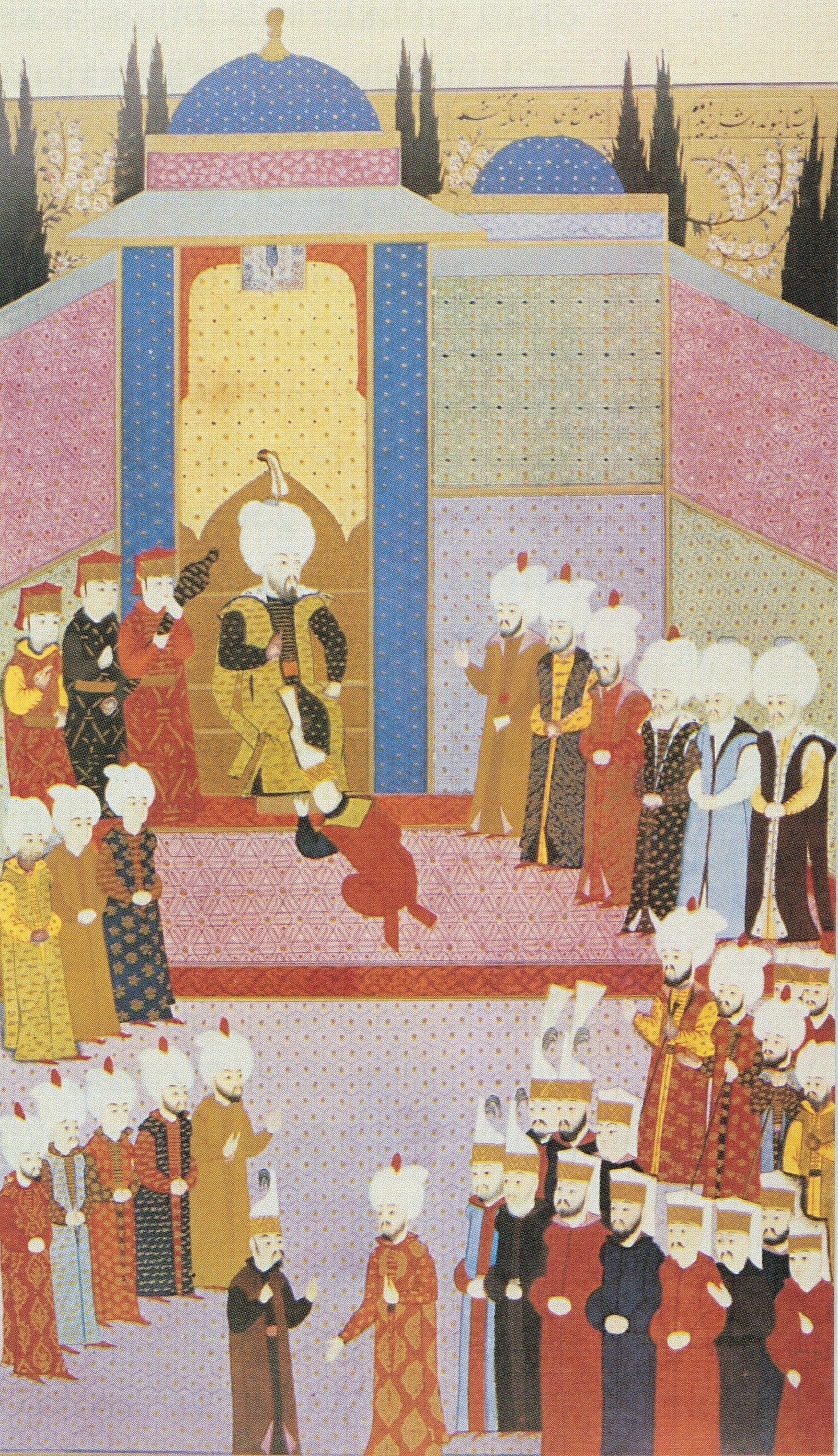
Джулюс Баязида II (1481)
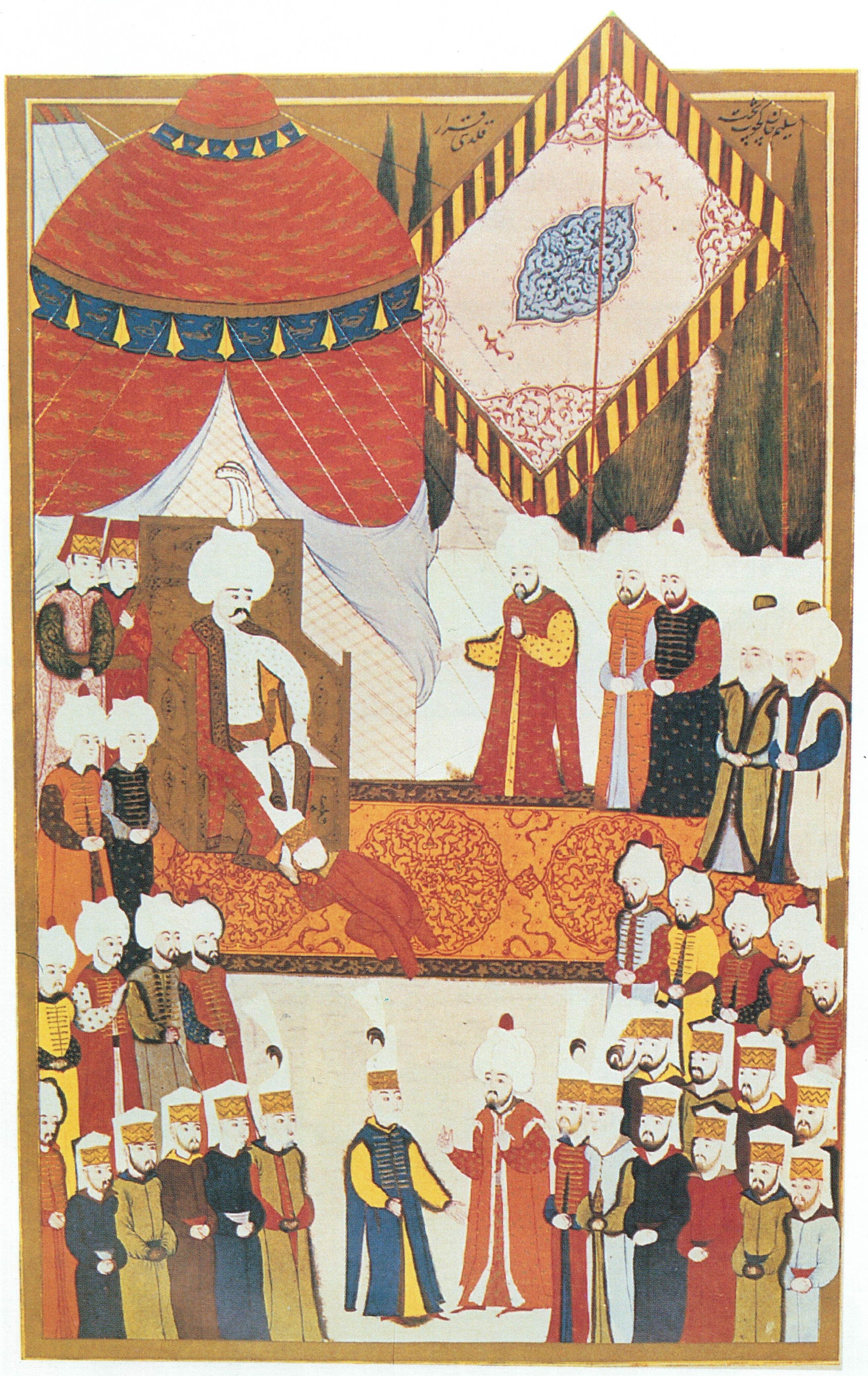
Джулюс Селіма I (1512)
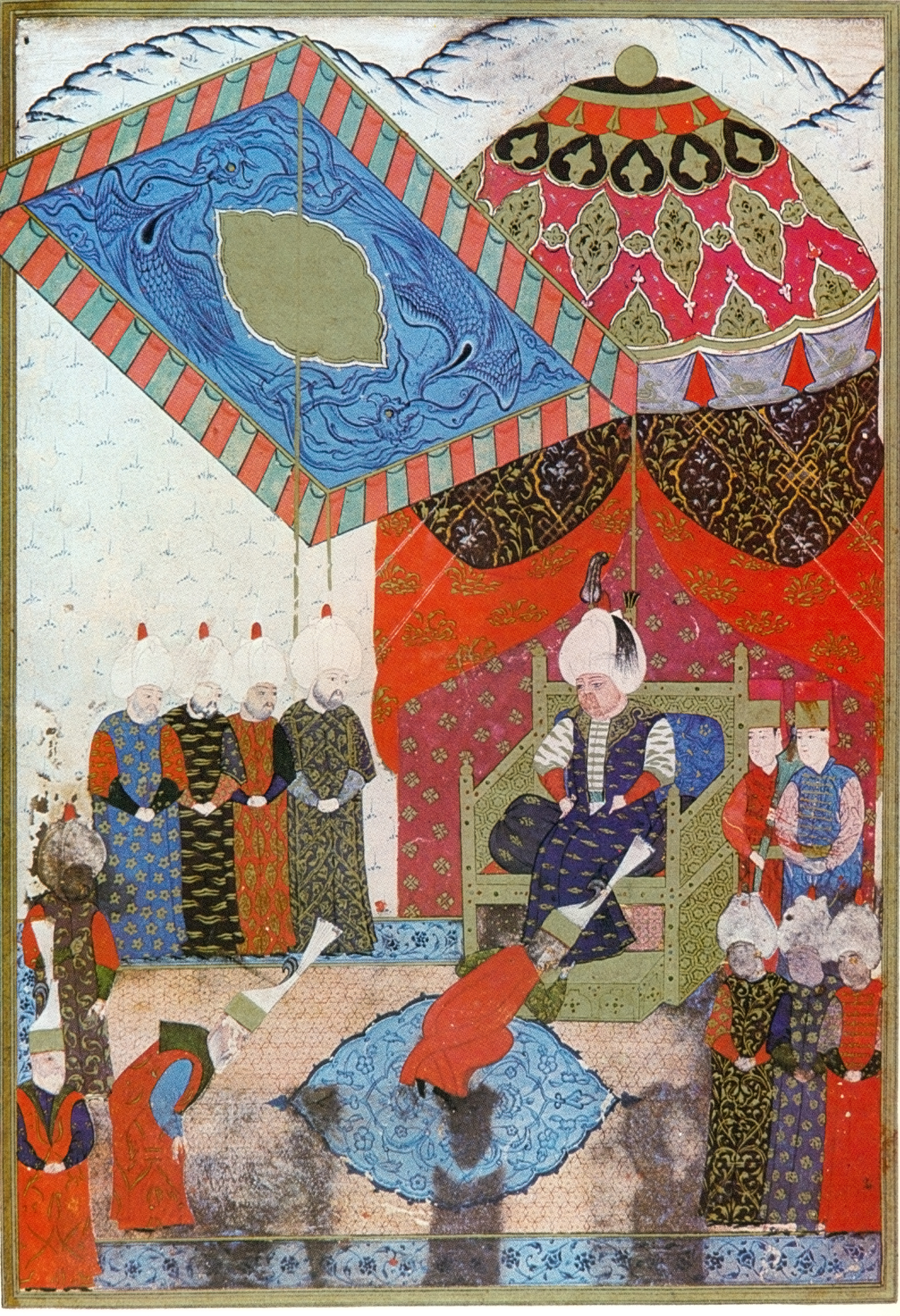
Джулюс Селіма II (1566)
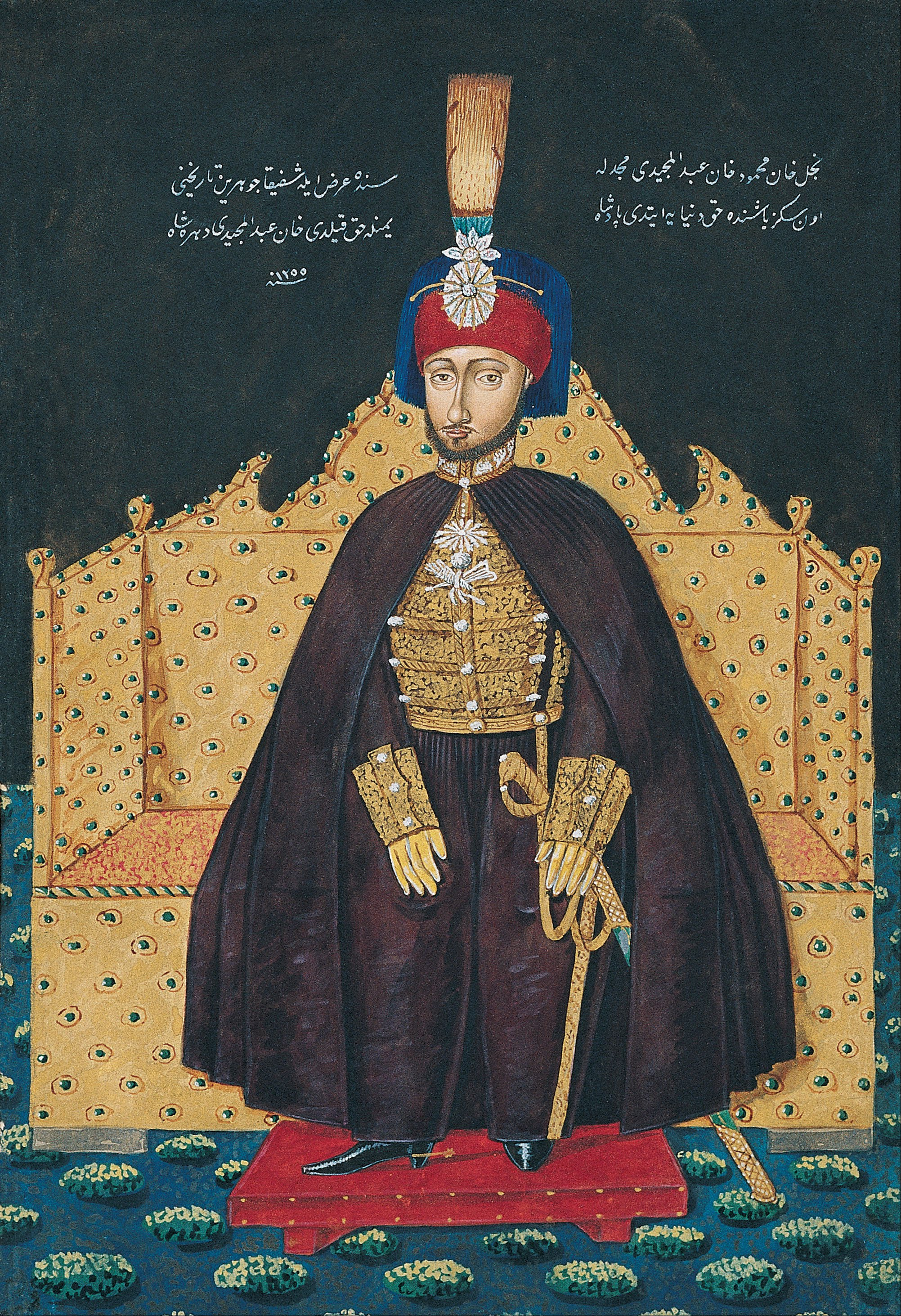
Джулюс Абдул-Меджида I (1839)